# Пчеловод (деревня)
Пчеловод — деревня в Кукморском районе Татарстана. Входит в состав Село-Чуринского сельского поселения.

## География
Находится в северо-западной части Татарстана на расстоянии приблизительно 27 км на запад-северо-запад по прямой от районного центра города Кукмор на автомобильной дороге Балтаси-Кукмор.

## История
Основана в 1920-х годах. 

## Население
Постоянных жителей было: в 1938 году — 161, в 1949—145, в 1958—211, в 1970—259, в 1979—239, в 1989—224, 277 в 2002 году (кряшены 75 %), 242 в 2010.